# Raurisertal

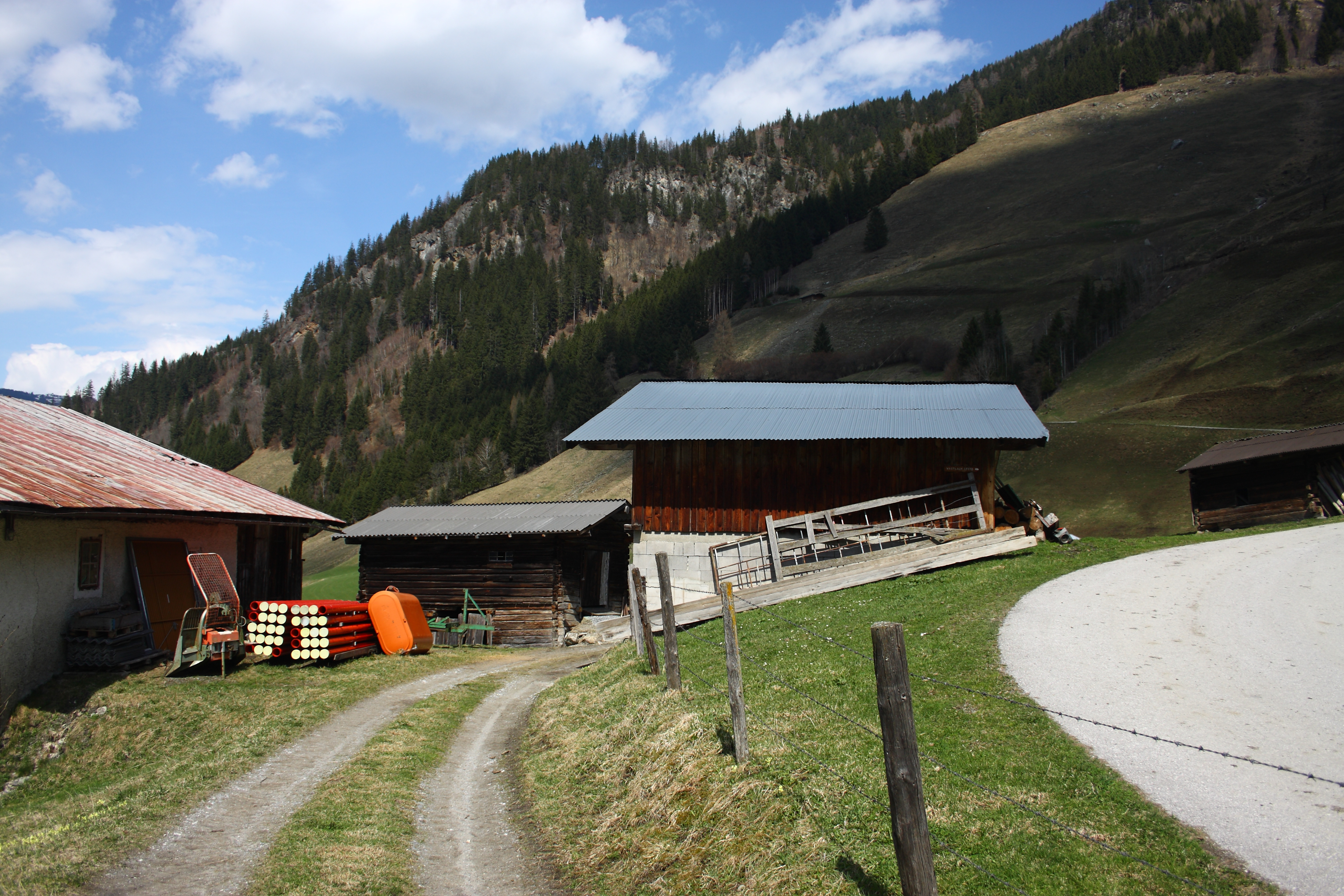
Rolnicza zabudowa górska w dolinie

Raurisertal – austriacka dolina alpejska rzeki Rauriser Ache w gminie Rauris, w powiecie Zell am See, w kraju związkowym Salzburg. Ma około 30 km długości i leży w Alpach Salzburskich, na północ od głównego grzbietu alpejskiego między Fuschertal (w kierunku Großglockner) na zachodzie i Gasteinertal na wschodzie i uchodzi do doliny Salzach pod Taxenbachem. Głównym miastem doliny jest Rauris.

## Historia
Na terenie doliny w IV wieku p.n.e. bytowali Celtowie, którzy trudnili się tutaj wydobywaniem (wypłukiwaniem) złota. Kruszec ten pozyskiwano tutaj również później, a szczyt wydobycia przypadł na XV i XVI wiek, kiedy to z Raurisertal pochodziło 10% światowego wydobycia złota. Wraz z końcem XVI wieku górnictwo zaczęło podupadać, a potem zanikać. Na krótko przemysł wydobywczy wznowiono w XIX wieku, za sprawą Wilhelma Rittera von Arlta i Ignaza Rojachera. W tym czasie dolinę zelektryfikowano i wyposażono w telefonię, co nastąpiło wcześniej niż w Salzburgu. Wilhelm Ritter von Arlt, po pobycie w Szwecji, spopularyzował w okolicy narciarstwo, wytyczył szlaki wspinaczkowe oraz wzniósł schronisko Rojacherhütte. Obecnie na terenie doliny przygotowane są trzy miejsca, w których samodzielnie można wypłukiwać z rzeki złoto.

## Przyroda
Zachodnie odnogi doliny należą częściowo do Parku Narodowego Wysokich Taurów. W dolinie Kruml introdukowano w 1986 orłosępy brodate. Żyją tu również sępy płowe i bytuje duża populacja orła przedniego.
W Raurisertal bije ponad trzysta źródeł (do około sześćdziesięciu z nich można dotrzeć szlakami znakowanymi).

## Turystyka
Dolina jest ośrodkiem amatorskiego płukania złota. Wytyczono tu też liczne trasy narciarskie o zróżnicowanym stopniu trudności z bezkolizyjnymi szlakami do podchodzenia. Najtrudniejszy zjazd prowadzi z Heimalm do Rauris (4 kilometry długości, 450 m różnicy wysokości). Najdłuższą trasą jest Wetterkreuz (10 kilometrów długości, 1250 m różnicy wysokości). Popularny jest teren narciarski Hochalmbahnen. Istnieją tu tory saneczkowe, w tym jeden oświetlony. Dojazd w rejon ujścia doliny zapewnia m.in. kolej wąskotorowa Pinzgauer Lokalbahn (najbliższa stacja: Taxenbach-Rauris).

## Folklor
5 grudnia w dolinie pojawiają się przebierańcy, tzw. Rauriser Toifi. Przypominające diabły istoty są jednak pozytywne, błogosławią mieszkańcom i odganiają od nich złe duchy. W wigilię Trzech Króli miejscowi przebierają się za Schnabelperchten. Istoty te kontrolują porządek na podwórkach. Nieporządnym gospodarzom grożą rozpruciem brzucha nożycami i wsadzeniem do niego śmieci.